# Liste des joueurs des Pirates de Pittsburgh (LNH)
Cette liste contient tous les joueurs de hockey sur glace ayant joué au moins un match sous le maillot des Pirates de Pittsburgh, ancienne franchise de la Ligue nationale de hockey entre 1925 et 1930.
Au total, 33 joueurs ont joué pour les Pirates, Hib Milks étant le joueur le plus prolifique de l'équipe avec 70 buts et 98 points. Il est également le joueur qui a le plus porté le maillot de l'équipe : il joue cinq saisons au total pour l'équipe pour un total de 209 matchs. Roy Worters est le gardien de but le plus utilisé par l'équipe parmi les trois s'étant partagé le rôle. Avec 193 minutes de pénalité, Herbert Drury est le joueur le plus pénalisé du temps de l'équipe alors Harold Darragh, auteur de 32 passes décisives et le meilleur de l'équipe à cet exercice.

## Explications des sigles et codes
Les joueurs sont classés par ordre alphabétique, la colonne « Saison » reprend la date pour la première et pour la dernière saison joué par le joueur avec les Maroons. Les lignes mises en couleur indiquent les joueurs ayant remporté la coupe Stanley avec l'équipe.
| Nat. | Nationalité                               |
| PJ   | parties jouées                            |
| CS   | Champion de la Coupe Stanley              |
| HHOF | Membre du Temple de la renommée du hockey |

| V | Victoires   | Bl  | Blanchissages           |
| D | Défaites    | MOY | Moyenne de buts alloués |
| N | Matchs nuls |     |                         |

| Pos | Position      | AD | Ailier droit | A   | Aide                 |
| D   | Défenseur     | C  | Centre       | P   | Points               |
| AG  | Ailier gauche | B  | But          | Pun | Minutes de pénalités |

## Gardiens de but
|  | Saison régulière | Séries éliminatoires |
|  | ---------------- | -------------------- |

| Nom          | Nat               | Saisons   | PJ  | V  | D  | N  | BL | MOY  | PJ | V | D | N | BL | MOY  | Remarques   |
| ------------ | ----------------- | --------- | --- | -- | -- | -- | -- | ---- | -- | - | - | - | -- | ---- | ----------- |
| Miller, Joe  | Drapeau du Canada | 1928–1930 | 87  | 14 | 62 | 0  | 11 | —    | —  | — | — | — | —  |      |             |
| Spooner, Red | Drapeau du Canada | 1929–1930 | 1   | 0  | 1  | 0  | 0  | 6,00 | —  | — | — | — | —  |      |             |
| Worters, Roy | Drapeau du Canada | 1925–1928 | 123 | 52 | 59 | 12 | 21 | 1,99 | —  | 4 | 1 | 3 | —  | 3,00 | HHOF - 1969 |

## Joueurs
|  | Saison régulière | Séries éliminatoires |  |  |
|  | ---------------- | -------------------- |  |  |

| Nom                 | Nat                    | Pos  | Saisons             | PJ  | B  | A  | Pts | Pun | PJ | B | A | Pts | Pun | Remarques                                                                                 |
| ------------------- | ---------------------- | ---- | ------------------- | --- | -- | -- | --- | --- | -- | - | - | --- | --- | ----------------------------------------------------------------------------------------- |
| Arbour, Ty          | Drapeau du Canada      | AG   | 1926–1928           | 50  | 7  | 8  | 15  | 10  | —  | — | — | —   | —   |                                                                                           |
| Barton, Cliff       | Drapeau des États-Unis | A    | 1929–1930           | 39  | 4  | 2  | 6   | 4   | —  | — | — | —   | —   |                                                                                           |
| Berlinquette, Louis | Drapeau du Canada      | AG   | 1925–1926           | 30  | 0  | 0  | 0   | 8   | 2  | 0 | 0 | 0   | 0   |                                                                                           |
| Bouchard, Edmond    | Drapeau du Canada      | AG   | 1928–1929           | 11  | 0  | 0  | 0   | 2   | —  | — | — | —   | —   |                                                                                           |
| Briden, Archie      | Drapeau du Canada      | AG   | 1929–1930           | 30  | 4  | 3  | 7   | 20  | —  | — | — | —   | —   |                                                                                           |
| Burke, Marty        | Drapeau du Canada      | D    | 1927–1928           | 35  | 1  | 1  | 2   | 51  | 2  | 1 | 0 | 1   | 2   |                                                                                           |
| Cleghorn, Odie      | Drapeau du Canada      | AD   | 1925–1928           | 21  | 2  | 1  | 3   | 8   | 1  | 0 | 0 | 0   | 0   |                                                                                           |
| Conacher, Lionel    | Drapeau du Canada      | D    | 1925–1927           | 43  | 9  | 4  | 13  | 76  | 2  | 0 | 0 | 0   | 0   | HHOF-1994                                                                                 |
| Cotton, Harold      | Drapeau du Canada      | AG   | 1925–1929           | 142 | 24 | 6  | 30  | 117 | 4  | 2 | 1 | 3   | 2   |                                                                                           |
| Darragh, Harold     | Drapeau du Canada      | AD   | 1925–1930           | 206 | 59 | 32 | 91  | 38  | 4  | 1 | 1 | 2   | 0   |                                                                                           |
| Drury, Herbert      | Drapeau des États-Unis | D/LW | 1925–1930           | 189 | 24 | 11 | 35  | 193 | 4  | 1 | 1 | 2   | 0   | Drury est né au Canada mais a joué pour les États-Unis lors du Tournoi olympique de 1924. |
| Fraser, Gord        | Drapeau du Canada      | D    | 1929–1930           | 30  | 6  | 4  | 10  | 37  | —  | — | — | —   | —   |                                                                                           |
| Fredrickson, Frank  | Drapeau du Canada      | C    | 1928–1930           | 40  | 7  | 14 | 21  | 48  | —  | — | — | —   | —   | HHOF-1958                                                                                 |
| Holway, Albert      | Drapeau du Canada      | D    | 1928–1929           | 44  | 4  | 0  | 4   | 20  | —  | — | — | —   | —   |                                                                                           |
| Jarvis, James       | Drapeau du Canada      | A    | 1929–1930           | 41  | 11 | 8  | 19  | 32  | —  | — | — | —   | —   |                                                                                           |
| Langlois, Charlie   | Drapeau du Canada      | FW   | 1926–1928           | 44  | 6  | 1  | 7   | 44  | —  | — | — | —   | —   |                                                                                           |
| Lowrey, Fred        | Drapeau du Canada      | AD   | 1925–1926           | 16  | 0  | 0  | 0   | 2   | 2  | 0 | 0 | 0   | 6   |                                                                                           |
| Lowrey, Gerry       | Drapeau du Canada      | C    | 1928–1930           | 60  | 18 | 17 | 35  | 56  | —  | — | — | —   | —   |                                                                                           |
| MacKay, Mickey      | Drapeau du Canada      | D    | 1928–1929           | 10  | 1  | 0  | 1   | 2   | —  | — | — | —   | —   | HHOF-1952                                                                                 |
| Manners, Rennison   | Drapeau du Canada      | C    | 1929–1930           | 33  | 3  | 2  | 5   | 14  | —  | — | — | —   | —   |                                                                                           |
| McCaffrey, Bert     | Drapeau du Canada      | D    | 1927–1930           | 92  | 10 | 7  | 17  | 60  | —  | — | — | —   | —   |                                                                                           |
| McCurry, Duke       | Drapeau du Canada      | AG   | 1925–1929           | 145 | 21 | 11 | 32  | 119 | 4  | 0 | 2 | 2   | 2   |                                                                                           |
| McGuire, Frank      | Drapeau du Canada      | AG   | 1926–1928           | 36  | 3  | 0  | 3   | 6   | —  | — | — | —   | —   |                                                                                           |
| McKinnon, Johnny    | Drapeau du Canada      | D    | 1926–1930           | 162 | 27 | 8  | 35  | 153 | 2  | 0 | 0 | 0   | 4   |                                                                                           |
| Milks, Hib          | Drapeau du Canada      | C    | 1925–1930           | 209 | 70 | 28 | 98  | 125 | 4  | 0 | 0 | 0   | 2   |                                                                                           |
| Rothschild, Sammy   | Drapeau du Canada      | —    | 1927–1928           | 5   | 0  | 0  | 0   | 0   | —  | — | — | —   | —   |                                                                                           |
| Skinner, Alf        | Drapeau du Canada      | AD   | 1925–1926           | 7   | 0  | 0  | 0   | 2   | —  | — | — | —   | —   |                                                                                           |
| Smith, Rodger       | Drapeau du Canada      | D    | 1925–1930           | 195 | 20 | 4  | 24  | 172 | 4  | 3 | 0 | 3   | 0   |                                                                                           |
| Spring, Jesse       | Drapeau du Canada      | FW   | 1925–1926 1928–1930 | 63  | 6  | 0  | 6   | 43  | 2  | 0 | 2 | 2   | 2   |                                                                                           |
| White, Wilfred      | Drapeau du Canada      | AD   | 1925–1930           | 183 | 29 | 11 | 40  | 131 | 2  | 0 | 0 | 0   | 2   |                                                                                           |